# Archelon
Archelon ischyros · Archélon
Genre
Espèce
Archelon, francisé archélon (littéralement « première tortue »), est un genre fossile de grandes tortues marines ayant vécu durant l'étage Campanien du Crétacé supérieur dans ce qui est actuellement l'Amérique du Nord. L'unique espèce connue est Archelon ischyros, initialement décrite et nommée en 1896 par George Reber Wieland sur la base d'un squelette presque complet ayant été découvert un an plus tôt dans l'État du Dakota du Sud, aux États-Unis. Tout les spécimens connus de ce taxon proviennent de la formation géologique des schistes de Pierre. Archelon appartient à la famille également éteinte des Protostegidae. La Tortue luth fut historiquement vue comme étant le plus proche parent actuel de cette famille, mais il est maintenant admis que les protostegidés forment une lignée distincte de toutes les tortues marines vivantes. Le genre Archelon incluait anciennement deux autres espèces, mais ceux-ci ont depuis été réaffectés à d'autres genres. Le plus imposant spécimen connu mesurant 4,6 m de long pour une masse corporelle estimée entre 2,2 et 3,2 tonnes, il s'agit de la plus grande tortue à avoir été identifiée à ce jour.
Archelon a une carapace de cuir au lieu de la carapace dure que l'on voit habituellement chez les tortues marines. La carapace comporte une rangée de petites crêtes, chacune culminant à 2,5 ou 5 cm de hauteur. L'animal possède un bec particulièrement crochu et ses mâchoires sont aptes à écraser, se nourrissant donc probablement des crustacés à carapace dure, des mollusques et peut-être même des éponges, tout en se déplaçant sur les fonds marins. Archelon s'est peut-être également nourrie d'autres animaux en nageant plus près de la surface, comme des méduses, des calmars ou des nautiloïdes, étant même possible que son bec lui ait permis de cisailler la chair des poissons. Avec ses grandes palettes natatoires antérieures, Archelon était probablement capable d'effectuer des puissants mouvements nécessaires pour voyager en haute mer et, si possible, pour échapper à des prédateurs aquatiques. L'animal habitait le nord de la voie maritime intérieure de l'Ouest, une zone tempérée douce à fraîche, dominée par les plésiosaures, les hespérornithiformes et les mosasaures. L'animal se serait éteint en raison de plusieurs facteurs, tel que le rétrécissement de la voie maritime de l'Ouest, l'augmentation des taux de mortalité infantile en mer, l'augmentation des cas de prédation envers les œufs et/ou des juvéniles sur terre, ainsi que du refroidissement rapide du climat.

## Historique des recherches

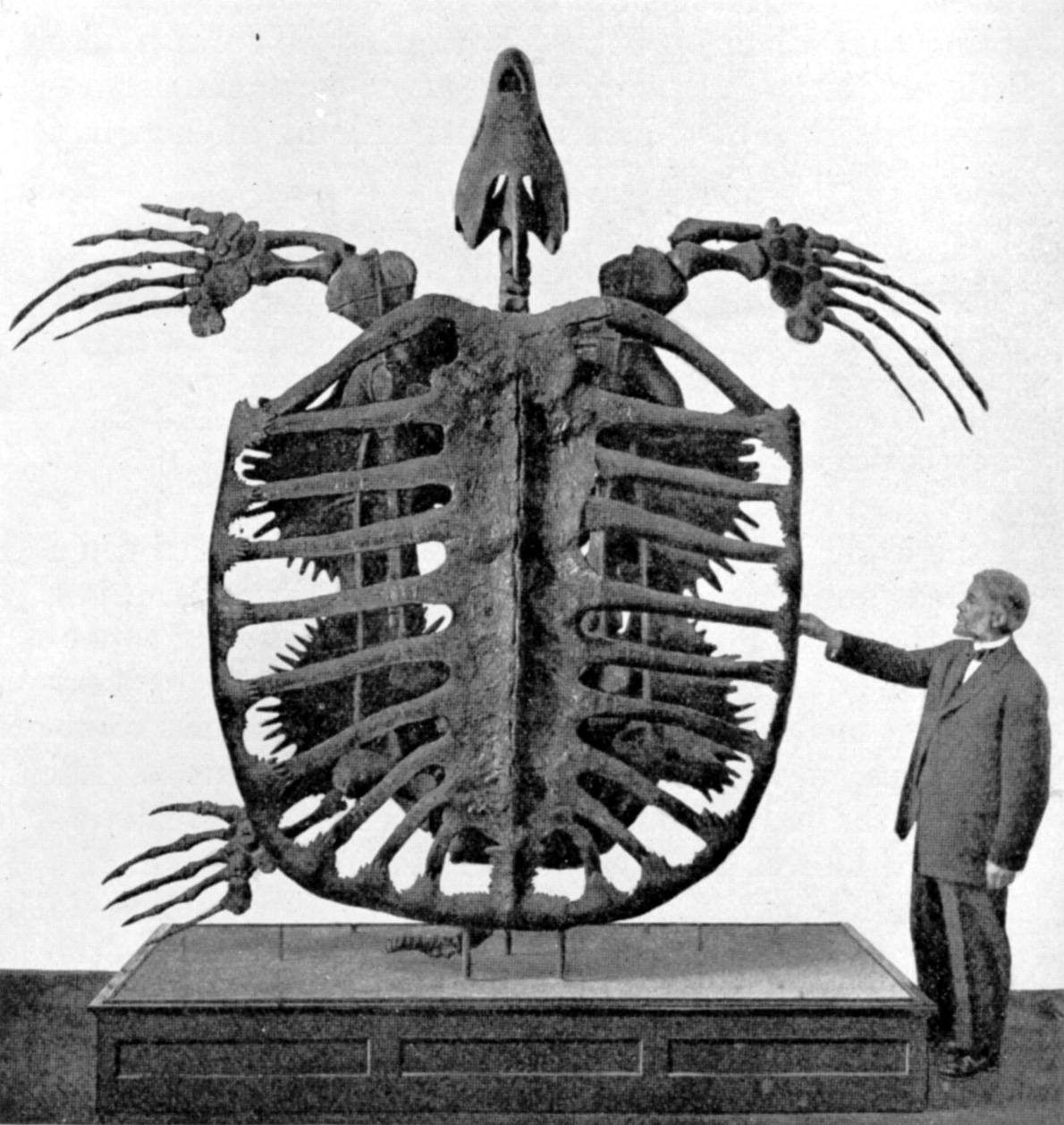
Squelette holotype d’A. ischyros (YPM 3000), exposé au musée Peabody d'histoire naturelle.

Le spécimen holotype depuis catalogué YPM 3000 est découvert en 1895 par le paléontologue américain George Reber Wieland sur le long de la rivière Cheyenne dans le comté de Custer, dans le Dakota du Sud, aux États-Unis. Le spécimen consiste en un squelette presque complet excluant le crâne, provenant des schistes de Pierre, une formation géologique datant du Crétacé supérieur, et plus précisément du Campanien tardif. L'année suivante, en 1896, Wieland décrit ce même spécimen et érige le nom scientifique d’Archelon ischyros. Le nom du genre vient du grec ancien ἀρχη / arkhe, voulant dire « premier » ou « ancien », et χελώνη / chelone, qui signifie « tortue ». L'épithète spécifique vient quant à lui de ἰσχυρός / ischyros, qui signifie « puissant ». Un deuxième spécimen, consistant en un crâne, est découvert en 1897 dans la même région, et est décrit à nouveau par Wieland en 1900.

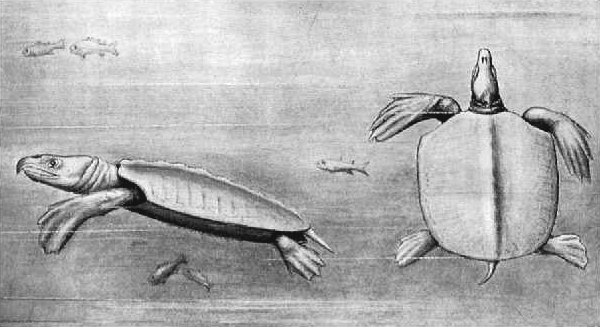
Restitution paléoartistique de deux A. ischyros par Samuel Wendell Williston en 1914.

Toujours dans son article de 1900, Wieland décrit une deuxième espèce, A. marshii, à partir de restes collectés en 1898 par le paléontologue américain Othniel Charles Marsh, à qui le nom d'espèce fait référence, sur la base du fait que le dessous de la carapace (plastron) est plus épais et que les humérus sont plus droits. Cependant, en 1909, Wieland le reclasse sous le nom de Protostega marshii. En 1902, un troisième spécimen d’A. ischyros, pour l'essentiel complet, est également collecté le long de la rivière Cheyenne et est décrit dans la même publication. Dans la même étude, Wieland décrit une autre espèce provenant du Kansas, Protostega copei, qu'il nomme en l'honneur d'Edward Drinker Cope, ce dernier ayant érigé la famille des Protostegidae. En 1953, Rainer Zangerl transfère l'espèce dans le genre Archelon sous le nom d’A. copei. Néanmoins, en 1998, A. copei est déplacé vers un nouveau genre, initialement nommé Microstega, mais renommé par la suite Kansastega en 2023, sous le nom de K. copei. En 1992, un quatrième ainsi que le plus grand spécimen connu à ce jour, surnommé « Brigitta », est découvert dans le comté d'Oglala Lakota, dans le Dakota du Sud, et réside depuis au musée d'histoire naturelle de Vienne, en Autriche. En 2002, un cinquième spécimen, consistant en un squelette partiel, est découvert dans les schistes de Pierre du Dakota du Nord, le long de la rivière Sheyenne, près de Cooperstown.

## Description

### Morphologie générale
Le spécimen holotype mesure 3,52 m de la tête à la queue, la tête mesurant 60 cm, le cou 72 cm, les vertèbres thoraciques 1,35 m, le sacrum 15 cm et la queue 70 cm. Le plus grand spécimen connu, « Brigitta », mesure environ 4,6 m de la tête à la queue pour atteindre 4 m de large de part et d'autre des nageoires, et aurait pesé environ 2,2 à 3,2 tonnes. Les crânes des divers spécimens d’Archelon peuvent atteindre jusqu'à 1 m de long.

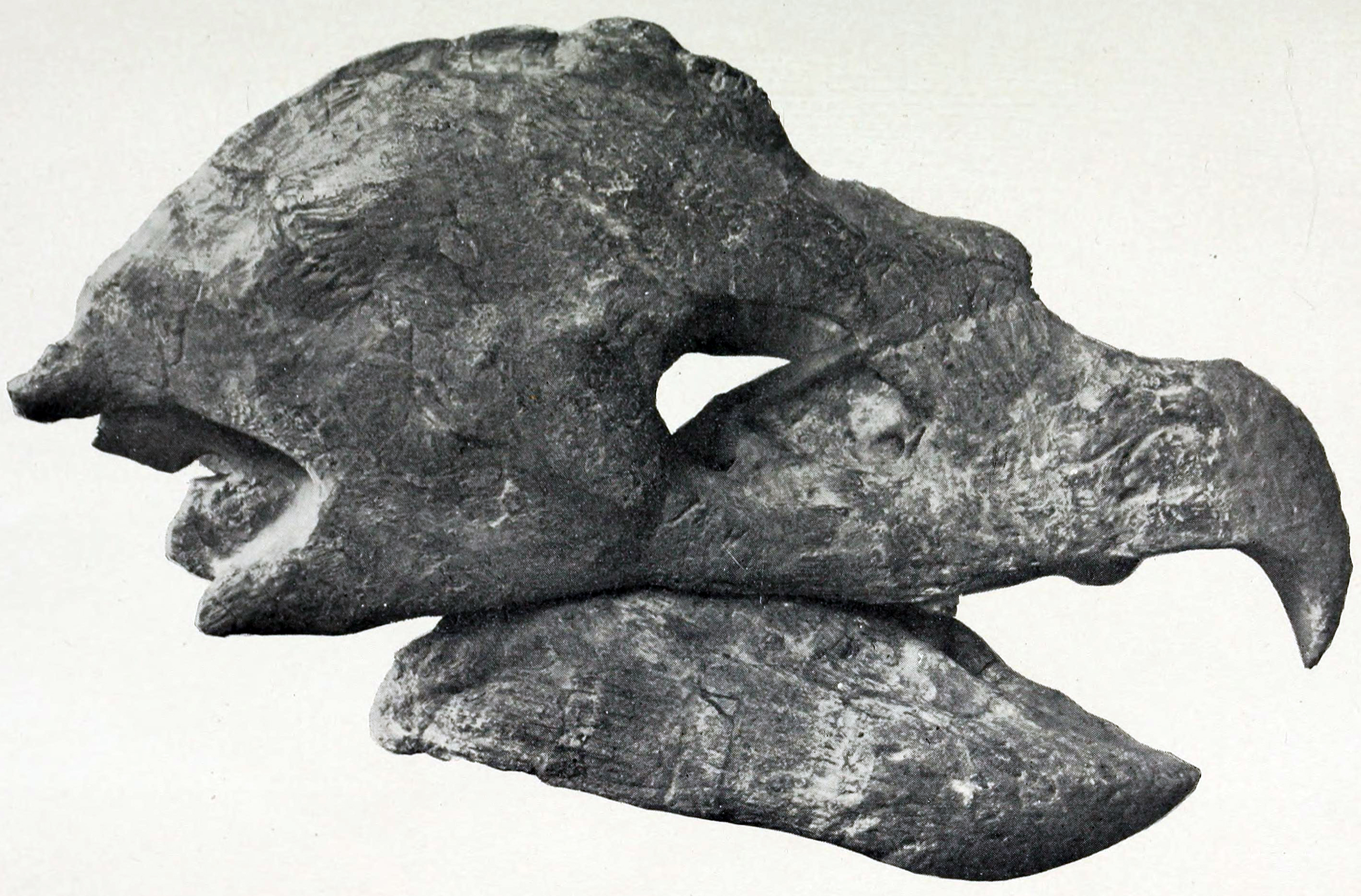
Le crâne d’Archelon est caractérisé par un bec prononcé.

Archelon a une tête nettement allongée et étroite. Il possède un bec crochu défini qui était probablement recouvert d'une gaine, rappelant les becs des rapaces. Cependant, à l'arrière, le tranchant du bec est émoussé par rapport à de tels animaux. Une grande partie de la longueur de la tête provient des prémaxillaires allongés – qui sont la partie avant du bec chez cet animal – et des maxillaires. Les os jugaux, en raison de la tête allongée, ne se projettent pas aussi loin que chez les autres tortues. Les narines sont allongées et reposent sur le sommet du crâne, légèrement positionnées vers l'avant, et sont inhabituellement horizontales par rapport aux tortues marines. Les os jugaux sont arrondis plutôt que triangulaires chez les tortues marines. L'os articulaire, qui formait l'articulation de la mâchoire, était probablement fortement enveloppé de cartilage. La mâchoire bougeait probablement selon un mouvement de martèlement.

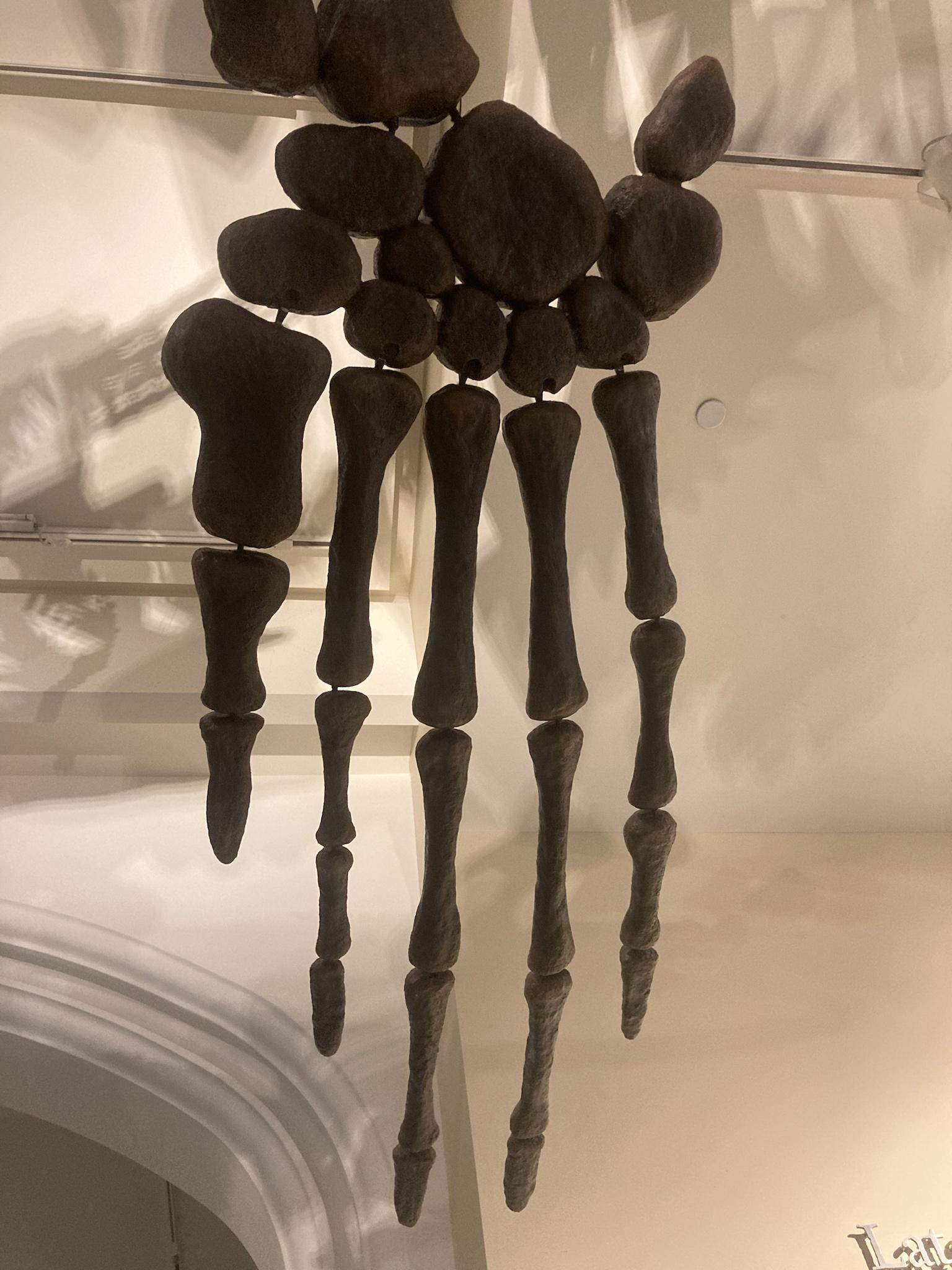
Palette natatoire antérieure d’Archelon.

Cinq vertèbres cervicales sont connues chez l'holotype, et il en avait probablement huit au total. Elles sont en forme de « X », procèles, et leur charpente épaisse indique la présence de forts muscles au niveau du cou. Dix vertèbres thoraciques ont été trouvées, dont la taille augmente jusqu'à la sixième puis diminue rapidement, et elles ont peu de lien avec la carapace. Les trois vertèbres du sacrum sont courtes et plates. Il y aurait eu probablement dix-huit vertèbres caudales ; les huit à dix premiers (probablement dans la même zone que la carapace) possèdent des arcs neuraux, tandis que les autres n'en ont pas. Sa queue avait probablement une large mobilité et il est possible qu'elle ait été capable de se plier horizontalement à un angle de près de 90°.
Les humérus des membres antérieurs sont proportionnellement massifs, et les radius et les cubitus des avant-bras sont courts et compacts, ce qui indique que l'animal avait de fortes palettes natatoires. Les palettes natatoires auraient eu une largeur comprise entre 490 et 610 cm, bien que ce soit probablement l'estimation la plus prudente. Les vergetures sur les os des membres indiquent une croissance rapide, présentant des similitudes avec la Tortue luth, la tortue à la croissance la plus rapide connue, dont les juvéniles ont un taux de croissance moyen de 8,5 cm par an.

### Carapace

#### Dossière

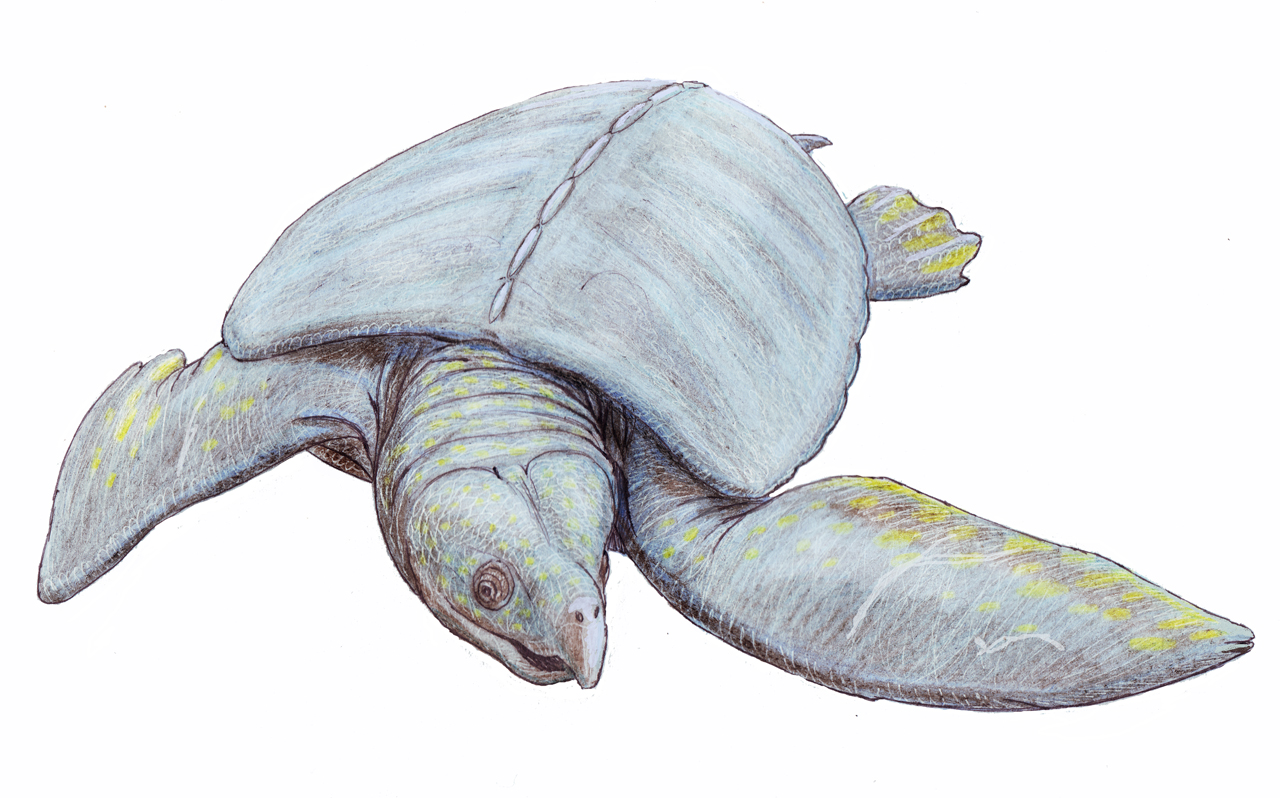
Reconstitution par Dimitri Bogdanov d'un A. ischyros.

La dossière comprend de chaque côté huit névralies (les plaques les plus proches de la ligne médiane), et neuf pleurales (les plaques qui relient la ligne médiane aux côtes). Ces plaques de la carapace sont pour la plupart de dimensions uniformes, à l'exception des deux paires de plaques correspondant à la huitième vertèbre thoracique qui sont plus petites que les autres, et de la plaque pygale la plus proche de la queue qui est plus grande. Archelon a dix paires de côtes et, comme la tortue luth mais contrairement aux autres tortues marines, la première côte ne rencontre pas la première plèvre. Comme chez les tortues marines, la première côte est sensiblement plus courte que la seconde, dans ce cas, les trois quarts de la longueur. Les deuxième à cinquième côtes font saillie à angle droit par rapport à la ligne médiane et, chez le spécimen holotype, chacune mesure 1 m de long. Une côte augmente en épaisseur dans la direction verticale distalement, à mesure qu'elle s'éloigne de la ligne médiane, et les côtes sont relativement plus grandes et mieux développées que celles des tortues marines. Les deuxième à cinquième côtes, chez l'holotype, commencent avec une épaisseur de 2,5 cm et se terminent avec environ 4 à 5 cm d'épaisseur,.
Les névralies et les pleuralies forment des sutures très irrégulières et en forme de doigt à leur rencontre, et une plaque peut avoir reposé sur l'autre plaque alors que l'os était encore en développement et malléable. Les névralies et pleuralies – les parties osseuses de la carapace – sont particulièrement fines, et les côtes, en particulier la première côte, et la ceinture scapulaire sont inhabituellement lourdes et ont peut-être dû supporter un contrainte supplémentaire pour compenser, une condition observée chez les anciennes tortues ancestrales,. Archelon a des structures ostéoscléreuses, où l'os est dense et lourd, qui ont probablement servi de lest, semblables aux os des membres des baleines et d'autres animaux de haute mer.
La dossière, comportait probablement une rangée de crêtes le long de la ligne médiane au-dessus de la région du thorax, totalisant peut-être sept crêtes, chaque crête culminant à 2,5 ou 5 cm. En l'absence de cou et de plaques pleurales fermement articulées, la peau de la carapace était probablement épaisse, solide et recouverte de cuir afin de compenser et de soutenir correctement la ceinture scapulaire. Cette carapace recouverte de cuir est également visible chez la Tortue luth. La composition spongieuse est similaire aux os observés chez les vertébrés en haute mer tels que les dauphins ou les ichthyosaures, et était probablement aussi une adaptation pour réduire le poids global.

#### Plastron

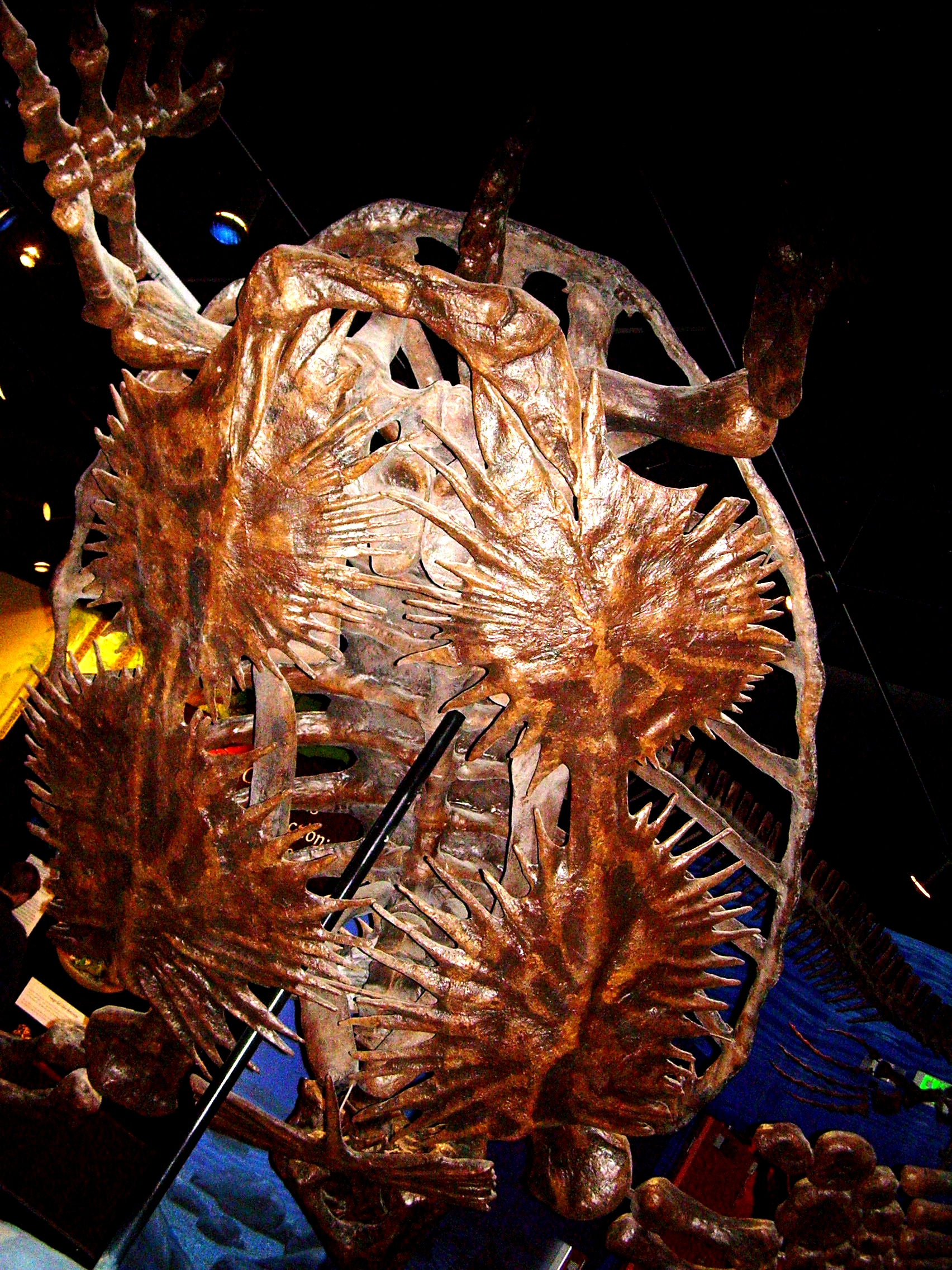
Plastron d'un Archelon, exposé au North American Museum of Ancient Life

Un plastron de tortue, la face inférieure de sa carapace, comprend  cinq plaques (de la tête à la queue)  : l'épiplastron, l'entoplastron, qui est petit et coincé entre le premier et l'hyoplastron, puis vient l'hypoplastron et enfin le xiphiplastron. Dans l'ensemble, le plastron d'Archelon est épais. Chez un spécimen décrit en 1898, il mesure 210 cm de long. Contrairement à la dossière, il présente des stries sur l'ensemble de sa surface. Chez les protostégidés, l'épiplastron et l'entoplastron ont fusionnés, formant une seule plaque appelée « entépiplastron » ou « paraplastron ». Cet entépiplastron est en forme de « T », contrairement aux entoplastrons en forme de « Y » chez d'autres tortues. Le bord supérieur du « T » est arrondi, sauf au centre qui présente une petite saillie. Le côté extérieur est légèrement convexe et se courbe quelque peu, loin du corps. Les deux extrémités du « T » s’aplatissent, devenant plus larges et plus fines à mesure qu’elles s’éloignent du centre.
Une crête épaisse et continue relie l'hyoplastron, l'hypoplastron et le xiphiplastron. L'hyoplastron comporte un grand nombre d'épines se projetant sur sa circonférence. L'hyoplastron est légèrement elliptique et s'amincit à mesure qu'il s'éloigne du centre, avant l'éruption des épines. Les épines deviennent épaisses et étroites vers leur partie médiane. Les sept à neuf épines faisant saillie vers la tête sont courtes et triangulaires. Les six épines médianes sont longues et fines. Les 19 dernières épines sont plates. Il n'y a aucune marque indiquant un contact avec l'entépiplastron. L'hypoplastron est similaire à l'hyoplastron, sauf qu'il y a plus d'épines, soit un total de 54. Le xiphiplastron est en forme de boomerang, une caractéristique primitive contrairement au xiphiplastron droit observé chez les tortues plus récentes.

## Classification

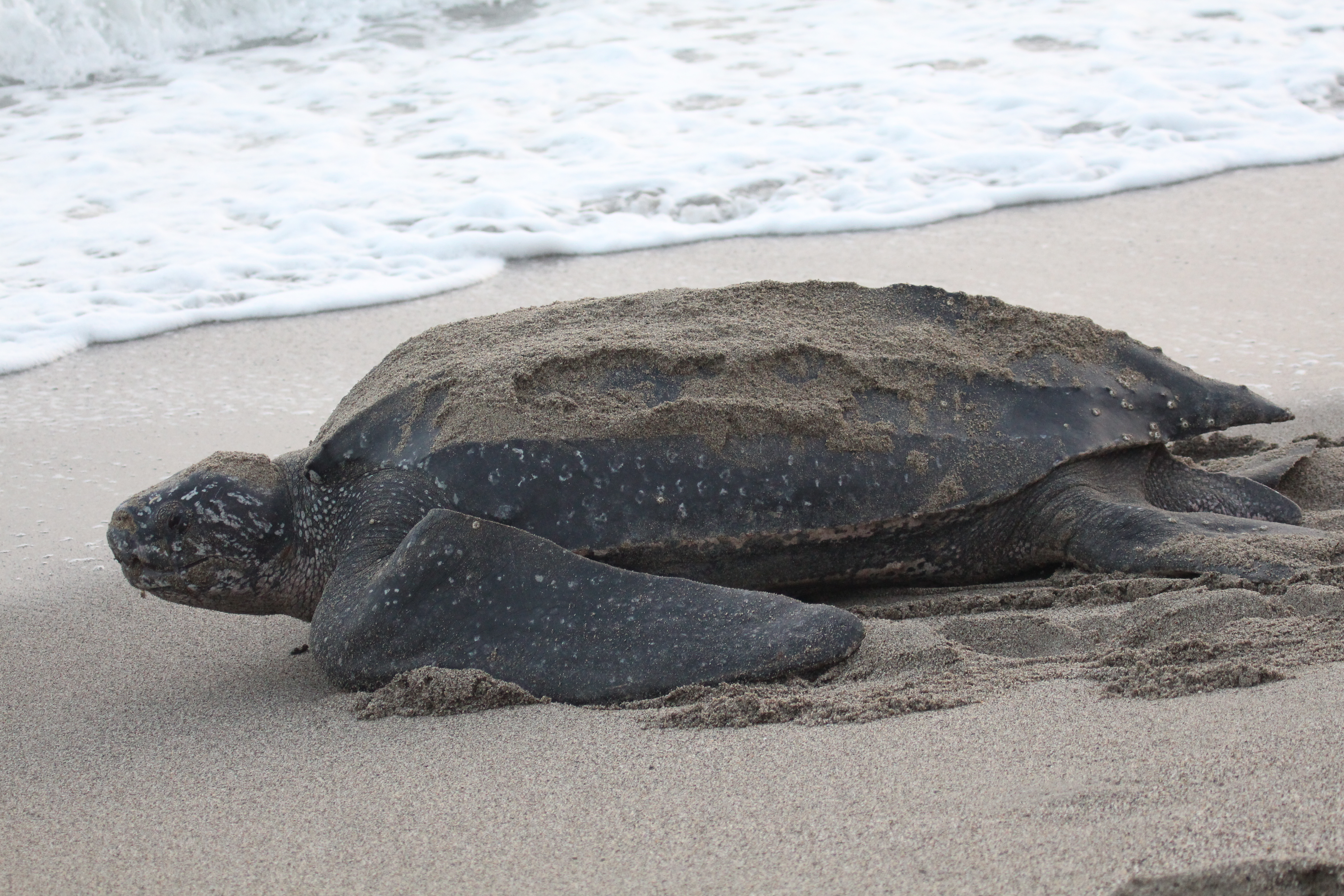
Les anciennes classifications considéraient autrefois que la Tortue luth était le proche parent actuel d’Archelon, mais il est désormais reconnu que ce n'est pas le cas.

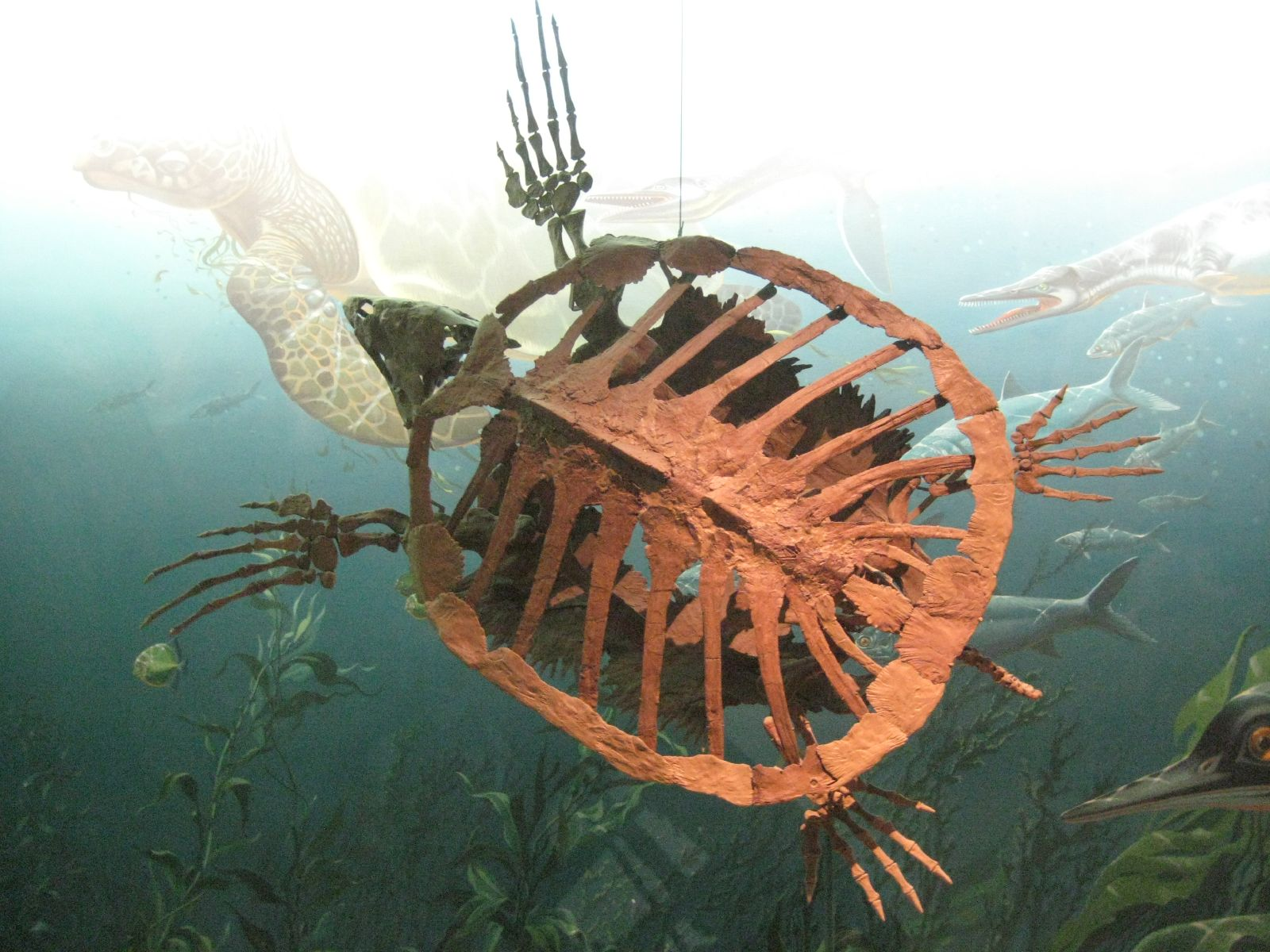
Squelette monté de Protostega, genre type des Protostegidae.

Dans sa description originale publiée en 1896, Wieland place Archelon dans la famille des Protostegidae, qui inclut à l'époque les plus petits Protostega et Protosphargis, ce dernier étant de nos jours classé dans une position plus proche des Cheloniidae. En 1953, le paléontologue suisse Rainer Zangerl divise les Protostegidae en deux sous-familles : les Chelospharginae et les Protosteginae. Dans la première sous-famille, il assigne Chelosphargis et Calcarichelys, tandis que chez la seconde il assigne Archelon et Protostega. Le groupe frère des Protostegidae fut anciennement  celui des  Dermochelyidae, signifiant que leur plus proche parent actuel aurait été la Tortue luth. Cependant, des études phylogénétiques ont conclu que les protostégidés forment une lignée basale et complètement distincte. Cette lignée s'est constituée au Jurassique supérieur, ce qui éloigne cette famille de la super-famille des Chelonioidea (qui comprend toutes les tortues marines actuelles). Par conséquent, Archelon ne partage aucun ancêtre marin avec aucune des tortues marines vivantes actuellement,,.
Ci-dessous un cladogramme avec le positionnement d’Archelon au sein des Protostegidae, selon une étude de Scavezzoni & Fischer (2018) :
|  | Ocepechelon       |
|  |                   |
|  | Alienochelys (en) |
|  |                   |

|  | Protostega |
|  |            |
|  | Archelon   |
|  |            |

|  | Ocepechelon       |
|  |                   |
|  | Alienochelys (en) |
|  |                   |

|  | Protostega |
|  |            |
|  | Archelon   |
|  |            |

|  | Bouliachelys                                                             |
|  |                                                                          |
|  | \| \| Santanachelys \| \| \| \| \| \| Desmatochelys padillai \| \| \| \| |
|  |                                                                          |
|  | Santanachelys                                                            |
|  |                                                                          |
|  | Desmatochelys padillai                                                   |
|  |                                                                          |

|  | Santanachelys          |
|  |                        |
|  | Desmatochelys padillai |
|  |                        |

|  | Bouliachelys                                                             |
|  |                                                                          |
|  | \| \| Santanachelys \| \| \| \| \| \| Desmatochelys padillai \| \| \| \| |
|  |                                                                          |
|  | Santanachelys                                                            |
|  |                                                                          |
|  | Desmatochelys padillai                                                   |
|  |                                                                          |

|  | Santanachelys          |
|  |                        |
|  | Desmatochelys padillai |
|  |                        |

|  | Bouliachelys                                                             |
|  |                                                                          |
|  | \| \| Santanachelys \| \| \| \| \| \| Desmatochelys padillai \| \| \| \| |
|  |                                                                          |
|  | Santanachelys                                                            |
|  |                                                                          |
|  | Desmatochelys padillai                                                   |
|  |                                                                          |

|  | Santanachelys          |
|  |                        |
|  | Desmatochelys padillai |
|  |                        |

|  | Bouliachelys                                                             |
|  |                                                                          |
|  | \| \| Santanachelys \| \| \| \| \| \| Desmatochelys padillai \| \| \| \| |
|  |                                                                          |
|  | Santanachelys                                                            |
|  |                                                                          |
|  | Desmatochelys padillai                                                   |
|  |                                                                          |

|  | Santanachelys          |
|  |                        |
|  | Desmatochelys padillai |
|  |                        |

|  | Ocepechelon       |
|  |                   |
|  | Alienochelys (en) |
|  |                   |

|  | Protostega |
|  |            |
|  | Archelon   |
|  |            |

|  | Ocepechelon       |
|  |                   |
|  | Alienochelys (en) |
|  |                   |

|  | Protostega |
|  |            |
|  | Archelon   |
|  |            |

|  | Bouliachelys                                                             |
|  |                                                                          |
|  | \| \| Santanachelys \| \| \| \| \| \| Desmatochelys padillai \| \| \| \| |
|  |                                                                          |
|  | Santanachelys                                                            |
|  |                                                                          |
|  | Desmatochelys padillai                                                   |
|  |                                                                          |

|  | Santanachelys          |
|  |                        |
|  | Desmatochelys padillai |
|  |                        |

|  | Bouliachelys                                                             |
|  |                                                                          |
|  | \| \| Santanachelys \| \| \| \| \| \| Desmatochelys padillai \| \| \| \| |
|  |                                                                          |
|  | Santanachelys                                                            |
|  |                                                                          |
|  | Desmatochelys padillai                                                   |
|  |                                                                          |

|  | Santanachelys          |
|  |                        |
|  | Desmatochelys padillai |
|  |                        |

|  | Bouliachelys                                                             |
|  |                                                                          |
|  | \| \| Santanachelys \| \| \| \| \| \| Desmatochelys padillai \| \| \| \| |
|  |                                                                          |
|  | Santanachelys                                                            |
|  |                                                                          |
|  | Desmatochelys padillai                                                   |
|  |                                                                          |

|  | Santanachelys          |
|  |                        |
|  | Desmatochelys padillai |
|  |                        |

|  | Bouliachelys                                                             |
|  |                                                                          |
|  | \| \| Santanachelys \| \| \| \| \| \| Desmatochelys padillai \| \| \| \| |
|  |                                                                          |
|  | Santanachelys                                                            |
|  |                                                                          |
|  | Desmatochelys padillai                                                   |
|  |                                                                          |

|  | Santanachelys          |
|  |                        |
|  | Desmatochelys padillai |
|  |                        |

## Paléobiologie

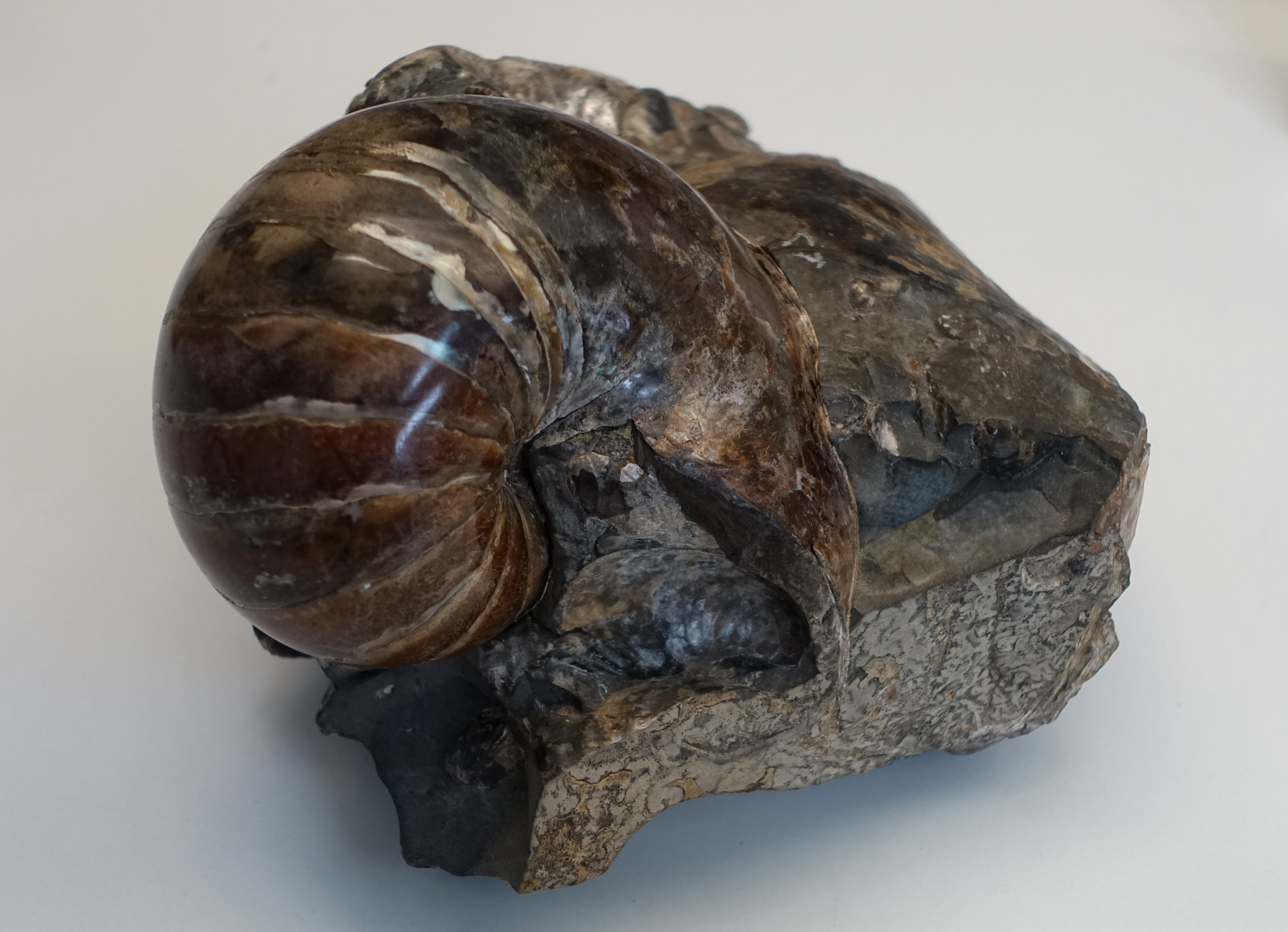
Fossile du nautilidé ', exposé au musée d'histoire naturelle de Nuremberg, en Allemagne. Ce mollusque peut avoir été une potentielle proie pour Archelon.

Archelon est une tortue carnivore. Son plastron épais indique que l'animal passait beaucoup de temps sur le fond marin mou et boueux et s'agissait donc probablement un mangeur de fond lent. Selon le paléontologue américain Samuel Wendell Williston, les mâchoires d’Archelon sont adaptées pour écraser, ce qui implique que la tortue mangeait de gros mollusques et crustacés. En 1914, il suggère que les abondants bivalves du Crétacé, à coquille mince et vivant au fond, certains dépassant 1,2 m de diamètre, auraient facilement pu nourrir Archelon. Cependant, ceux-ci étaient probablement absents de la voie maritime intérieure de l'Ouest centrale durant le Campanien inférieur. À l’inverse, le bec peut avoir été adapté pour cisailler la chair. L'animal aurait pu cibler des poissons et des reptiles plus gros, ainsi que, comme la Tortue luth, des animaux au corps mou tels que les calmars et les méduses,. Cependant, il est possible que son bec pointu ait été utilisé uniquement lors de combats contre d'autres Archelon. Le nautilidé Eutrephoceras dekayi (en) a été trouvé en grand nombre à proximité d'un spécimen d’Archelon et pourrait avoir été une source de nourriture potentielle.

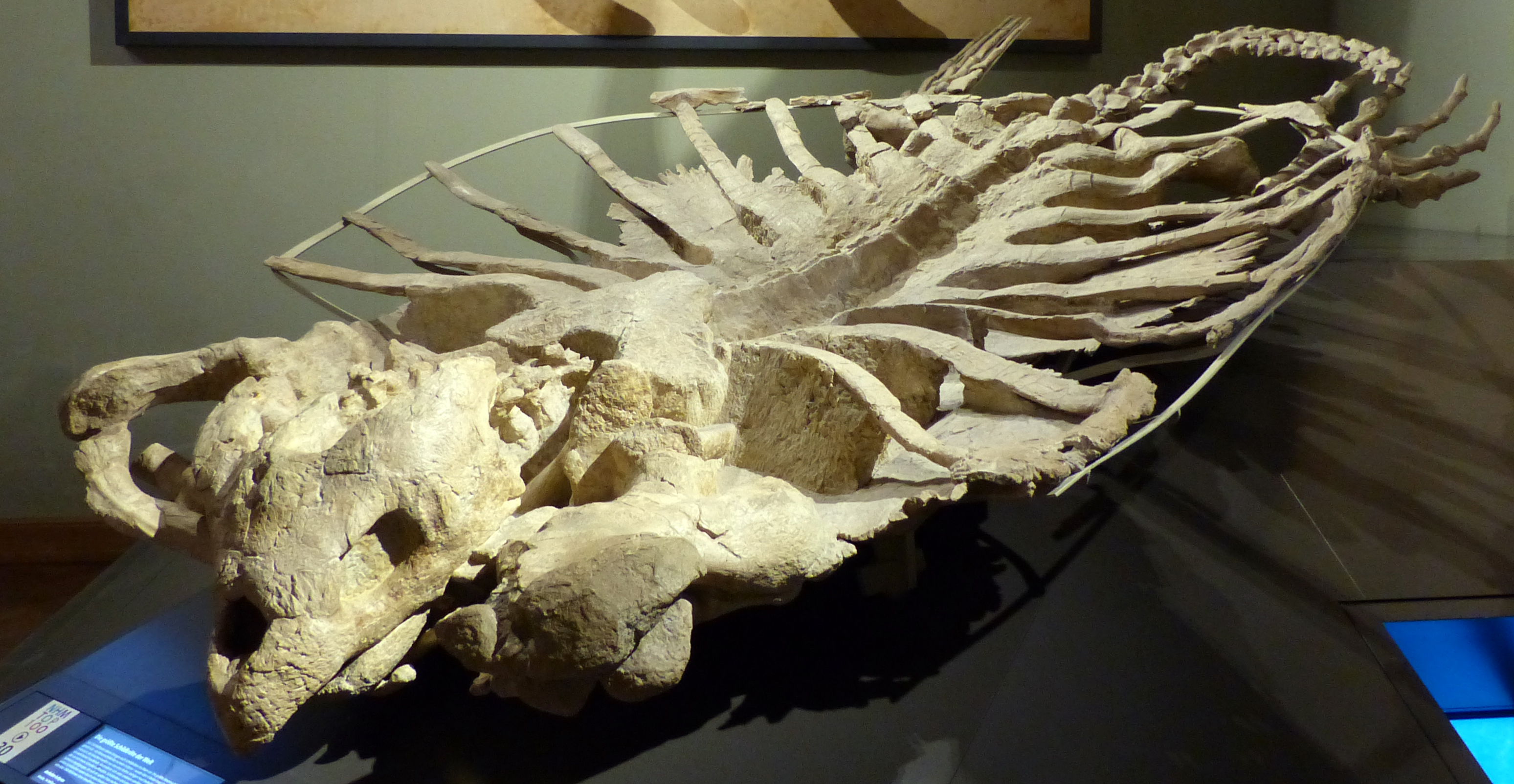
Le plus grand spécimen connu, « Brigitta », exposée au musée d'histoire naturelle de Vienne, en Autriche.

Archelon avait probablement des bras plus faibles, et donc moins de capacité de nage, que la Tortue luth, et ne fréquentait donc pas autant l'océan, préférant les eaux moins profondes et plus calmes. Ceci est indiqué par la similitude des rapports humérus/bras et manus/bras de celui-ci et des cheloniidés, qui sont connus pour avoir un faible développement des membres en nageoires et une préférence pour les eaux peu profondes. À l'inverse, le grand rapport nageoires/carapace des protostégidés et la répartition tout aussi grande des nageoires, comme celle du caouanne, combinés à un corps large, indiquent qu'ils auraient pu poursuivre des proies actives, bien qu'ils ne soit pas probable qu'il aurait pu supporter des vitesses élevées. Dans l'ensemble, il s'agissait peut-être d'un nageur moyennement bon, capable de voyager en haute mer.
Archelon, comme les autres tortues marines, venait probablement à terre pour nicher. Elle creusait un trou dans le sable, pondait plusieurs dizaines d’œufs et ne prenait aucune part à l’éducation de leur progénitures. La nageoire inférieure droite de l'holotype est manquante et le retard de croissance de l'os de la nageoire restant indique que cela s'est produit tôt dans la vie de cet individu. Cette particularité peut avoir été le résultat soit d'une tentative de prédation par un oiseau alors qu'il était encore nouveau-né et tentait de s'échapper vers la mer, soit la morsure d'un grand prédateur tel qu'un mosasaure ou un Xiphactinus, ou encore l'écrasement  par des adultes rassemblés sur le rivage. Cependant, cette dernière hypothèse est peu probable car les juvéniles ne fréquentaient probablement pas les côtes, même pendant la saison de reproduction. Les chercheurs pensent que « Brigitta » aurait vécu jusqu'aux environ de 100 ans et est peut-être morte alors qu'elle était partiellement recouverte de boue, en brumant au fond de l'océan,. Cependant, la croyance de longue date selon laquelle les tortues marines brument sous l'eau comme les tortues d'eau douce peut être incorrecte étant donné la fréquence élevée de remontée à la surface nécessaire pour éviter la noyade.

## Paléoécologie

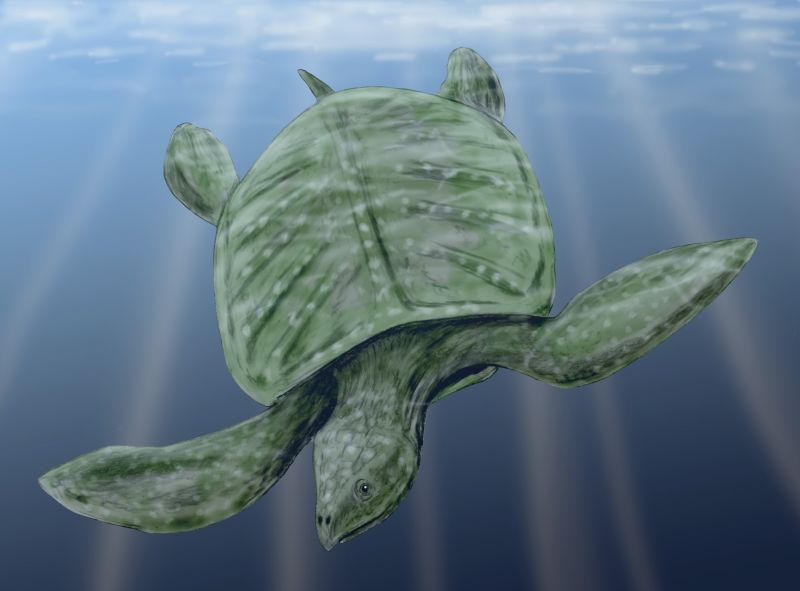
Reconstitution par Nobu Tamura d'un A. ischyros en train de nager dans son environnement.

Archelon a vécu dans les zones peu profondes de la voie maritime intérieure de l'Ouest, dont le fond marin boueux et pauvre en oxygène se trouvait probablement à moins de 180 m sous la surface, et dont la température moyenne de l'eau pouvait être de 17 °C durant le Campanien. Lors du Crétacé supérieur, le Dakota du Nord et du Sud étaient submergés dans la sous-province intérieure du Nord, une zone caractérisée par des températures modérées à fraîches, avec une abondance de plésiosaures, d'hespérornithiformes et de mosasaures, en particulier Platecarpus. Il n'existe aucune preuve fossile de la migration des vertébrés entre les provinces du nord et du sud. Bien que les requins soient généralement plus communs dans la province du sud, plusieurs requins sont connus dans les schistes de Pierre, dont Squalus, Squalicorax, Pseudocorax et Cretolamna. D'autres grands poissons prédateurs comprennent les ichthyodectidés tels que Xiphactinus. L'assemblage d'invertébrés des schistes de Pierre comprend une variété de mollusques, à savoir les ammonites Placenticeras placenta, Scaphites nodosus (en), Didymoceras (en) et Baculites ovatus (en), des bivalves comme le très imposant Inoceramus, des bélemnites et des nautilidés.
Alors que la voie maritime se déplace progressivement vers le sud, il est possible qu’Archelon n'ait pas pu migrer avec elle. La menace croissante de prédation des œufs ou des juvéniles par de nouvelles espèces marines ou des mammifères pourrait avoir conduit à l'extinction du taxon, et la disparition de grands protostégidés semble coïncider avec la taille croissante des dermochelyidés. Les protostegidés sont plus ou moins absents des gisements datant du Maastrichtien, durant la toute fin du Crétacé supérieur, et se sont probablement éteints en raison d'une tendance au refroidissement, tandis que les autres tortues ont pu survivre grâce à certaines capacités de thermorégulation. La température moyenne de l'eau peut avoir diminué jusqu'à 7 ou 12 °C selon les niveaux de CO2 estimés. Cependant, certains fossiles des schistes de Pierre du Kansas datant du Maastrichtien peuvent avoir été érodés depuis des millions d'années, et il est par conséquent possible qu’Archelon ait survécu jusqu'à cette période.

### Lectures complémentaires
- (en) Oliver P. Ray, The fossil turtles of North America, vol. 75, Washington, Carnegie Institution of Washington, 1908, 568 p. (lire en ligne)
- (en) George R. Wieland, « Notes on the Cretaceous turtles, Toxochelys and Archelon, with a classification of the marine Testudinata », American Journal of Science, 4e série, vol. 14, no 80,‎ 1902, p. 95-108 (DOI 10.2475/AJS.S4-14.80.95, Bibcode 1902AmJS...14...95W, S2CID 127385958, lire en ligne)